# Lower Town
Lower Town è un'area non incorporata nella contea di Mono in California. Si trova a 10 miglia nord est di Bridgeport ad un'altezza di 7638 piedi, pari a 2328 m.
Lower Town è parte di un gruppo di città tra di loro vicine e allineate che sono Freemasons, Middle Town e Upper Town.